# Pedro Riesco Herrera
Pedro Riesco (Madrid, 25 d'octubre de 1969) és un futbolista madrileny, ja retirat, que ocupava plaça de davanter.

## Trajectòria
Riesco va donar les seues primeres passes a equips de la regió de Madrid, com el Getafe. El 1990 va arribar al Rayo Vallecano, on es va destapar com una promesa de futur. Amb el Rayo va debutar a primera divisió la 92/93, la seua millor campanya a la màxima categoria, jugant 35 partits i marcant fins a 6 gols.
Aquesta bona xifra van fer que el Deportivo de La Corunya l'hi incorporara, però Riesco no va poder fer-se un lloc entre la recordada davantera del Superdepor, amb Bebeto, Claudio o Manjarín. A penes compta en la 93/94, amb només 18 partits (un de titular) i un gol.
A partir de 1994 comença una sèrie de cessions, primer al Reial Valladolid i després a l'Albacete Balompié, sense recuperar en cap moment el nivell mostrat a principis de dècada. La temporada 96/97 deixa la disciplina deportivista i s'enrola al Deportivo Alavés, on torna a gaudir d'una certa regularitat.
A Vitòria hi romandria dos anys i aconseguiria l'ascens a Primera, però no va gaudir de continuïtat i la temporada 98/99 recala en el CD Ourense. A l'any següent fitxa pel Terrassa FC, de Segona B, amb qui assoleix l'ascens a Segona A. En la categoria d'argent jugaria Riesco la seua darrera temporada amb els egarencs, on només va estar present 88 minuts sobre el camp. Al final de la temporada 02/03, el madrileny penjaria les botes.